# Judo aux Jeux olympiques d'été de 2004
Navigation
Sydney 2000 Pékin 2008
Les compétitions de judo aux Jeux olympiques de 2004 se sont déroulées du 14 août 2004 au 20 août 2004 dans le Gymnase Olympique Ano Liossa. Les 368 judokas présents ont combattu dans 14 catégories de poids différentes. Ce sont donc au total 56 médailles (dont 14 en or) qui furent décernées au cours de la semaine de compétition.

## Catégories
Les quatorze épreuves (7 pour les femmes, 7 pour les hommes) se sont réparties de la façon suivante.
- Femmes : -48 kg | -52 kg | -57 kg | -63 kg | -70 kg | -78 kg | +78 kg
- Hommes : -60 kg | -66 kg | -73 kg | -81 kg | -90 kg | -100 kg | +100 kg

## Faits marquants
La domination nippone :

Ces Jeux olympiques ont vu la domination écrasante de l'équipe japonaise de judo qui à elle seule remporte plus de la moitié (8) des quatorze médailles d'or mises en jeu (ainsi que 2 médailles d'argent). Les têtes d'affiche de cette razzia se nomment Tadahiro Nomura qui conquiert sa troisième couronne olympique consécutive (il devient le premier triple champion olympique de l'histoire du judo) ou sa compatriote Ryoko Tani (un deuxième titre consécutif, la quatrième médaille de sa carrière). Au total, les Japonais terminent largement en tête du tableau des médailles devant deux autres nations asiatiques dont les Chinois qui préparent activement les Jeux olympiques de 2008 qui auront lieu à Pékin. Les nations européennes sont en retrait et notamment les judokas français qui ne sont repartis qu'avec une médaille d'argent (Frédérique Jossinet en -48 kg) alors qu'ils avaient obtenu six médailles quatre ans plus tôt à Sydney. Le plus jeune médaillé est le Grec Ilías Iliádis, âgé de 17 ans, qui a remporté à domicile l'unique médaille pour son pays.

## Tableau des médailles pour le judo
| Place | Nation        | Médaille d'or | Médaille d'argent | Médaille de bronze | Total |
| ----- | ------------- | ------------- | ----------------- | ------------------ | ----- |
| 1     | Japon         | 8             | 2                 | 0                  | 10    |
| 2     | Chine         | 1             | 1                 | 3                  | 5     |
| 3     | Corée du Sud  | 1             | 1                 | 1                  | 3     |
| 4     | Géorgie       | 1             | 1                 | 0                  | 2     |
| 5     | Allemagne     | 1             | 0                 | 3                  | 4     |
| 6     | Biélorussie   | 1             | 0                 | 0                  | 1     |
| -     | Grèce         | 1             | 0                 | 0                  | 1     |
| 8     | Russie        | 0             | 2                 | 3                  | 5     |
| 9     | Cuba          | 0             | 1                 | 5                  | 6     |
| 10    | Pays-Bas      | 0             | 1                 | 3                  | 4     |
| 11    | Autriche      | 0             | 1                 | 0                  | 1     |
| -     | Corée du Nord | 0             | 1                 | 0                  | 1     |
| -     | France        | 0             | 1                 | 0                  | 1     |
| -     | Slovaquie     | 0             | 1                 | 0                  | 1     |
| -     | Ukraine       | 0             | 1                 | 0                  | 1     |
| 16    | Brésil        | 0             | 0                 | 2                  | 2     |
| 17    | Belgique      | 0             | 0                 | 1                  | 1     |
| -     | Bulgarie      | 0             | 0                 | 1                  | 1     |
| -     | Estonie       | 0             | 0                 | 1                  | 1     |
| -     | États-Unis    | 0             | 0                 | 1                  | 1     |
| -     | Israël        | 0             | 0                 | 1                  | 1     |
| -     | Italie        | 0             | 0                 | 1                  | 1     |
| -     | Mongolie      | 0             | 0                 | 1                  | 1     |
| -     | Slovénie      | 0             | 0                 | 1                  | 1     |

## Podiums

### Femmes
| Discipline                         | Or             | Argent              | Bronze              |
| Poids super-léger (-48 kg) détails | Ryoko Tani     | Frédérique Jossinet | Feng Gao            |
| Poids super-léger (-48 kg) détails | Ryoko Tani     | Frédérique Jossinet | Julia Matijass      |
| Poids mi-léger (-52 kg) détails    | Xian Dongmei   | Yuki Yokosawa       | Ilse Heylen         |
| Poids mi-léger (-52 kg) détails    | Xian Dongmei   | Yuki Yokosawa       | Amarilis Savón      |
| Poids léger (-57 kg) détails       | Yvonne Bönisch | Kye Sun-Hui         | Deborah Gravenstijn |
| Poids léger (-57 kg) détails       | Yvonne Bönisch | Kye Sun-Hui         | Yurisleidy Lupetey  |
| Poids mi-moyen (-63 kg) détails    | Ayumi Tanimoto | Claudia Heill       | Driulis González    |
| Poids mi-moyen (-63 kg) détails    | Ayumi Tanimoto | Claudia Heill       | Urška Žolnir        |
| Poids moyen (-70 kg) détails       | Masae Ueno     | Edith Bosch         | Dongya Qin          |
| Poids moyen (-70 kg) détails       | Masae Ueno     | Edith Bosch         | Annett Böhm         |
| Poids mi-lourd (-78 kg) détails    | Noriko Anno    | Liu Xia             | Yurisel Laborde     |
| Poids mi-lourd (-78 kg) détails    | Noriko Anno    | Liu Xia             | Lucia Morico        |
| Poids lourd (+78 kg) détails       | Maki Tsukada   | Daima Beltrán       | Tea Dongouzachvili  |
| Poids lourd (+78 kg) détails       | Maki Tsukada   | Daima Beltrán       | Sun Fuming          |

### Hommes
| Discipline                         | Or               | Argent           | Bronze                      |
| Poids super-léger (-60 kg) détails | Tadahiro Nomura  | Nestor Khergiani | Khashbaataryn Tsagaanbaatar |
| Poids super-léger (-60 kg) détails | Tadahiro Nomura  | Nestor Khergiani | Choi Min-Ho                 |
| Poids mi-léger (-66 kg) détails    | Masato Uchishiba | Jozef Krnáč      | Georgi Georgiev             |
| Poids mi-léger (-66 kg) détails    | Masato Uchishiba | Jozef Krnáč      | Yordanis Arencibia          |
| Poids léger (-73 kg) détails       | Lee Won-Hee      | Vitaliy Makarov  | Leandro Guilheiro           |
| Poids léger (-73 kg) détails       | Lee Won-Hee      | Vitaliy Makarov  | Jimmy Pedro                 |
| Poids mi-moyen (-81 kg) détails    | Ilías Iliádis    | Roman Gontyuk    | Dmitri Nossov               |
| Poids mi-moyen (-81 kg) détails    | Ilías Iliádis    | Roman Gontyuk    | Flávio Canto                |
| Poids moyen (-90 kg) détails       | Zurab Zviadauri  | Hiroshi Izumi    | Mark Huizinga               |
| Poids moyen (-90 kg) détails       | Zurab Zviadauri  | Hiroshi Izumi    | Khasanbi Taov               |
| Poids mi-lourd (-100 kg) détails   | Ihar Makarau     | Jang Sung-ho     | Ariel Zeevi                 |
| Poids mi-lourd (-100 kg) détails   | Ihar Makarau     | Jang Sung-ho     | Michael Jurack              |
| Poids lourd (+100 kg) détails      | Keiji Suzuki     | Tamerlan Tmenov  | Indrek Pertelson            |
| Poids lourd (+100 kg) détails      | Keiji Suzuki     | Tamerlan Tmenov  | Dennis van der Geest        |